# Yamakawa Shūhō

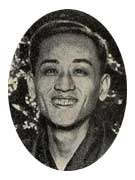
Yamakawa Shūhō

Yamakawa Shūhō (japanisch 山川 秀峰; geboren 3. April 1898 in Kioto; gestorben 29. Dezember 1944) war ein japanischer Shin-hanga-Holzschnitt-Künstler und Maler der Nihonga-Richtung.

## Leben und Werk
Yamakawa Shūhō studierte Malerei unter Kaburagi Kiyokata und Ikegami Shūho. Im Jahr 1928 wurde auf der 9. „Teiten“ sein eingereichtes Bild „Abeno“ (安倍野) – ausgezeichnet. Auf der 11. kam er mit „Ōtani Takeko hime“ (大谷武子姫) – „Prinzessin Ōtani Takeko“ wieder in die Sonderauswahl. Ab dem folgenden Jahr konnte er juryfrei ausstellen. Auf der 13. „Teiten“ sah man „Tsuide no mai“ (序の舞) – „Einführungstanz“, auf der „Gedächtnisausstellung Prinz Shōtoku“ (聖徳太子奉讃美術展, Shōtoku-taishi hōsan bijutsu-ten) 1940 „Shinano-ji no onna“ (信濃路の女) – „Frau an der Shinano-Straße“. 1931 war er auf der „Ausstellung japanische Malerei“ in Berlin zu sehen.
Mit Itō Shinsui brachte Yamakawa die Gruppe „Seikinkai“ (青衿会) zusammen. In seinen Werken befasste sich Yamakawa vor allem mit „Schönen Frauen“ (美人画, Bijin-ga).

## Bilder

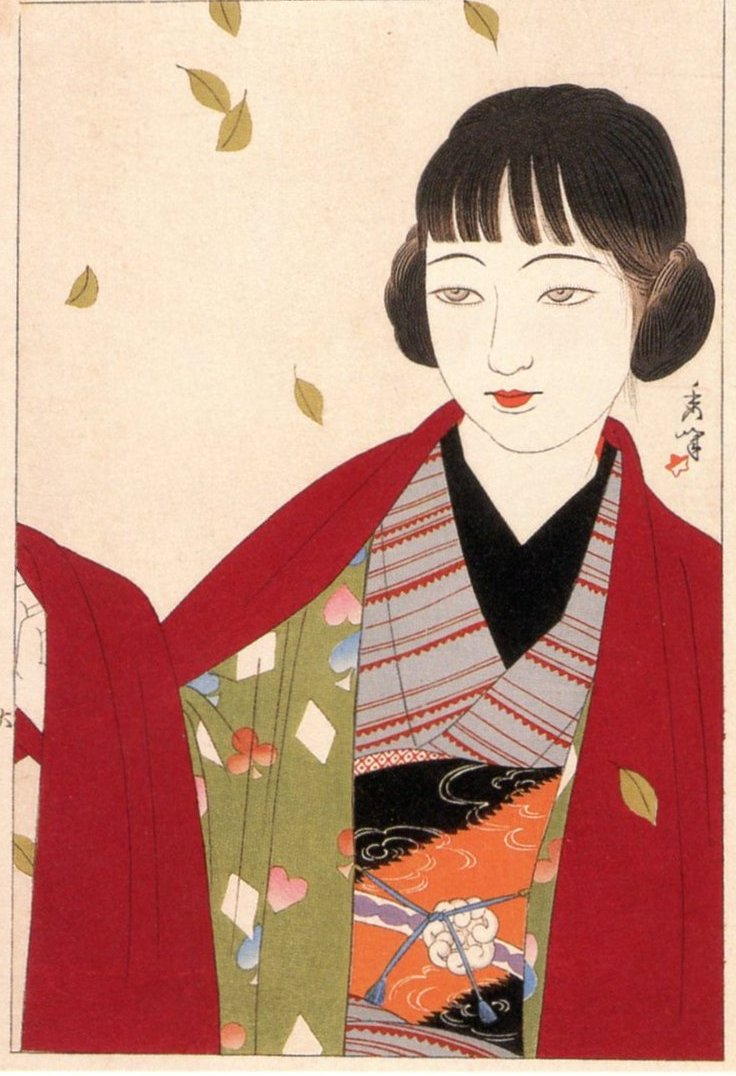
Bild einer Frau
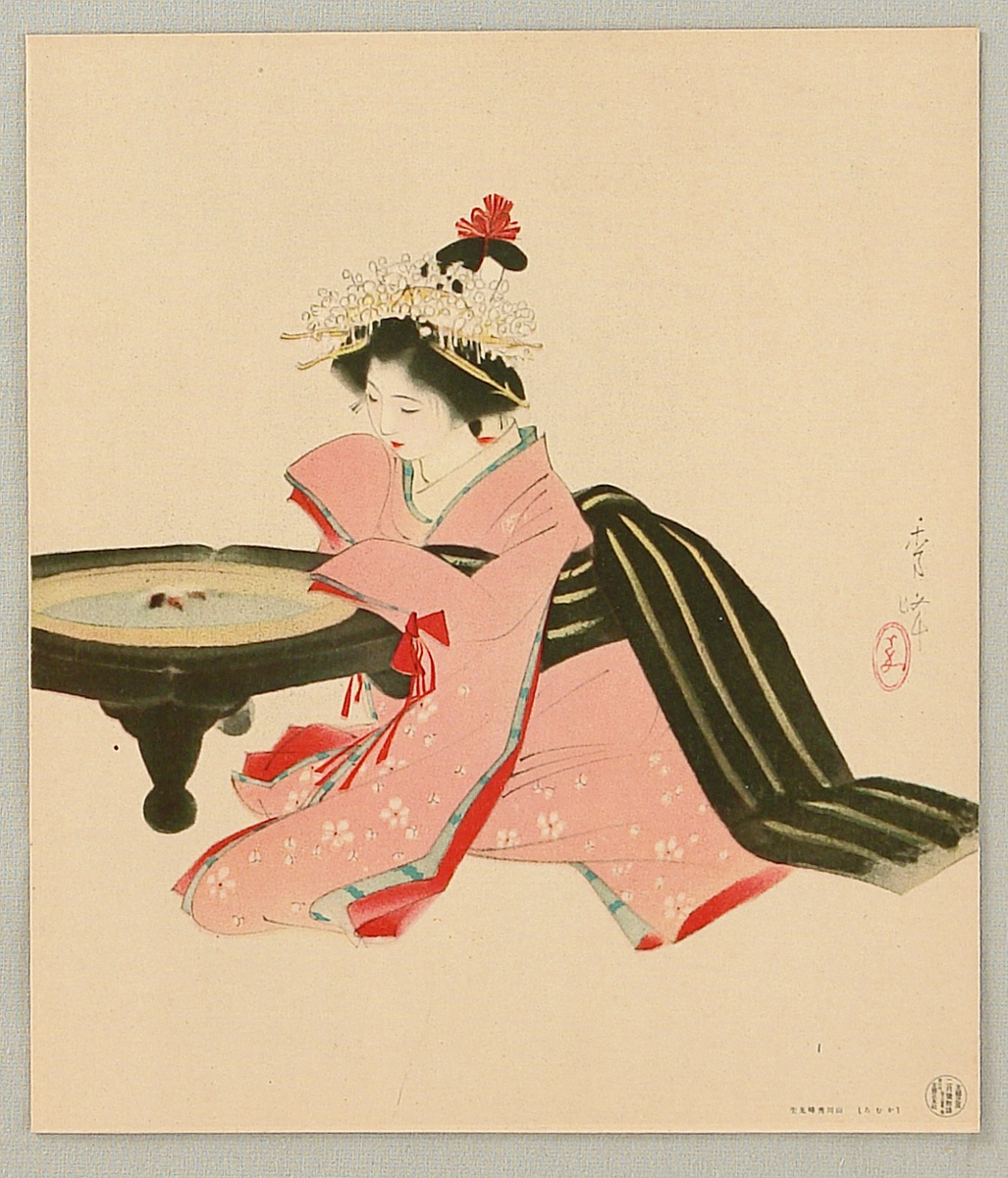
Kamuro (Junge Prostituierte)
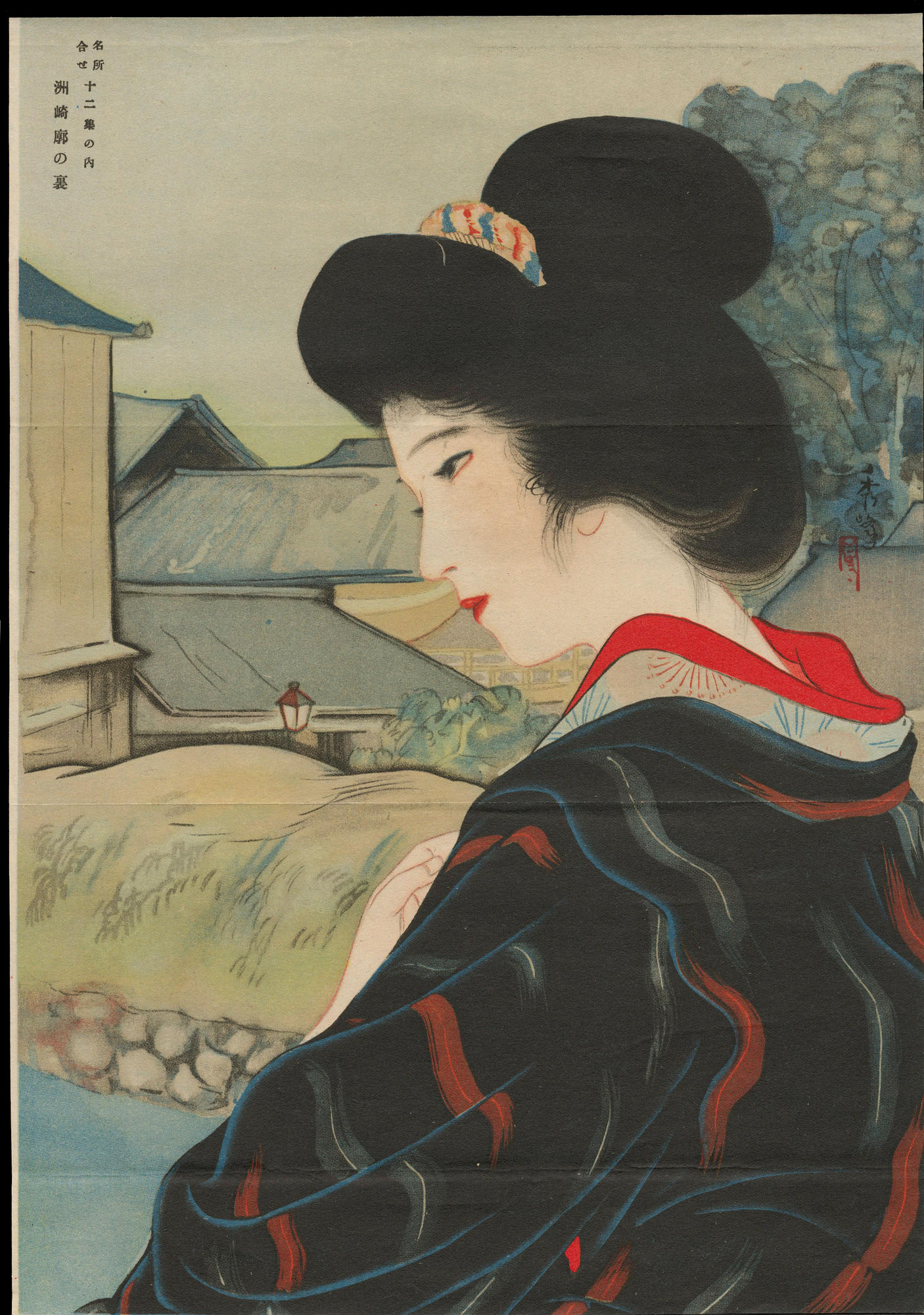
Bild einer Frau
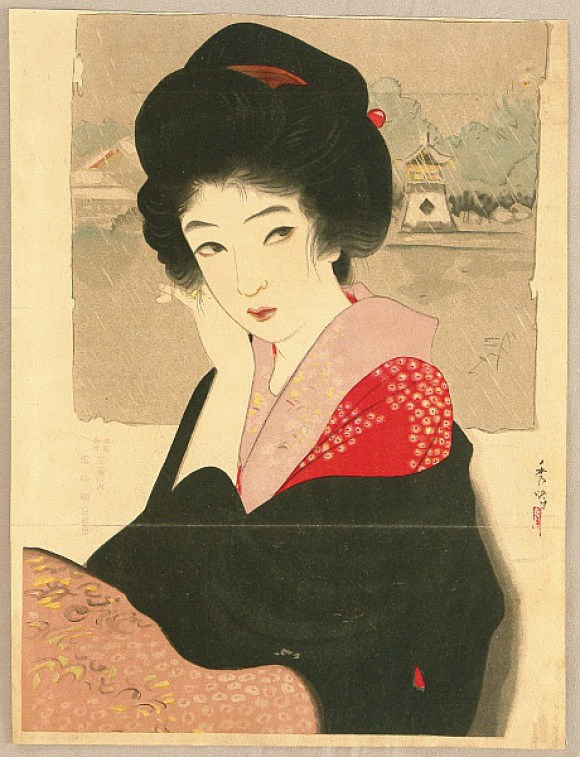
Schöne Frau
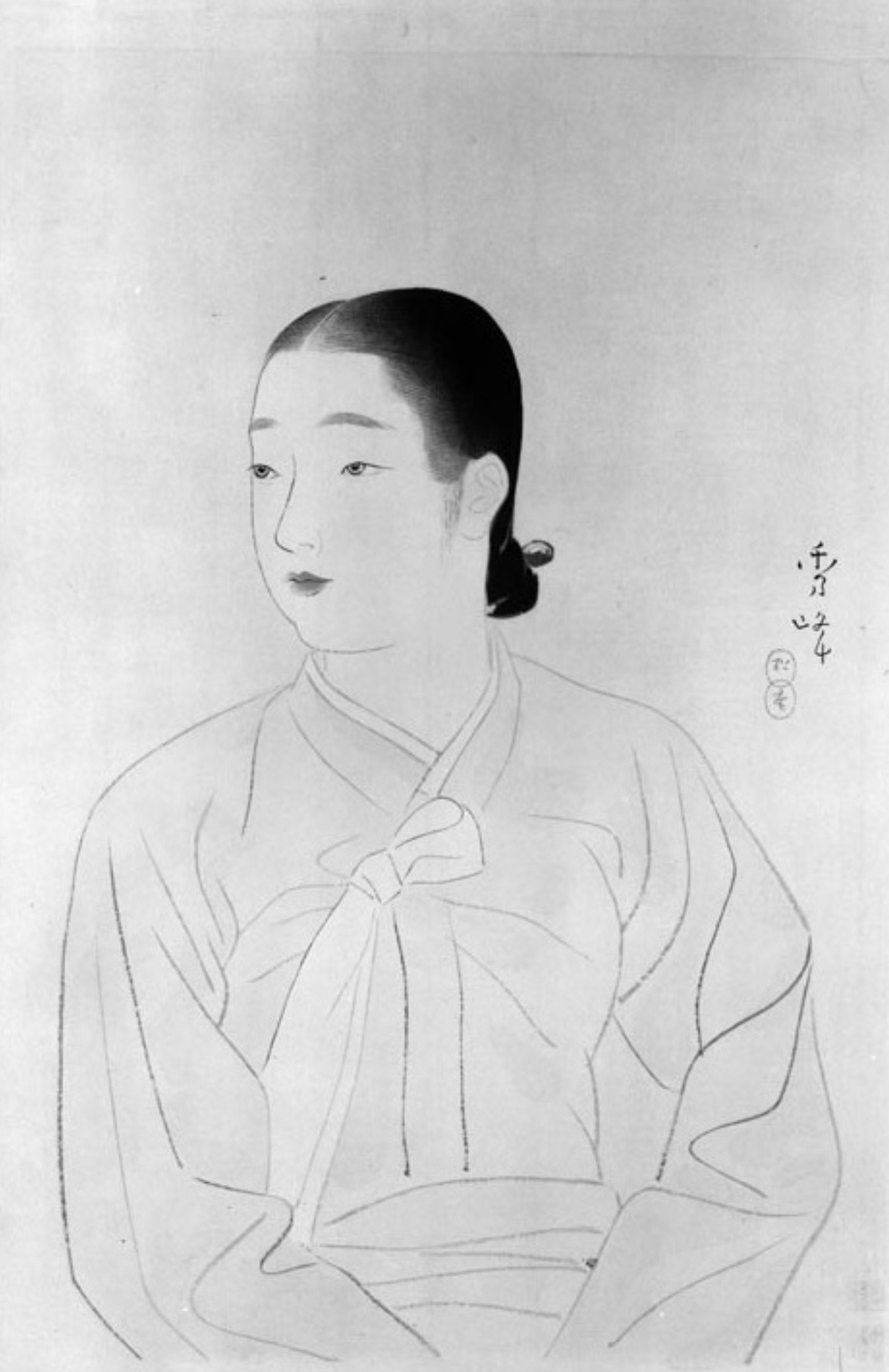
Koreanerin[A 2]
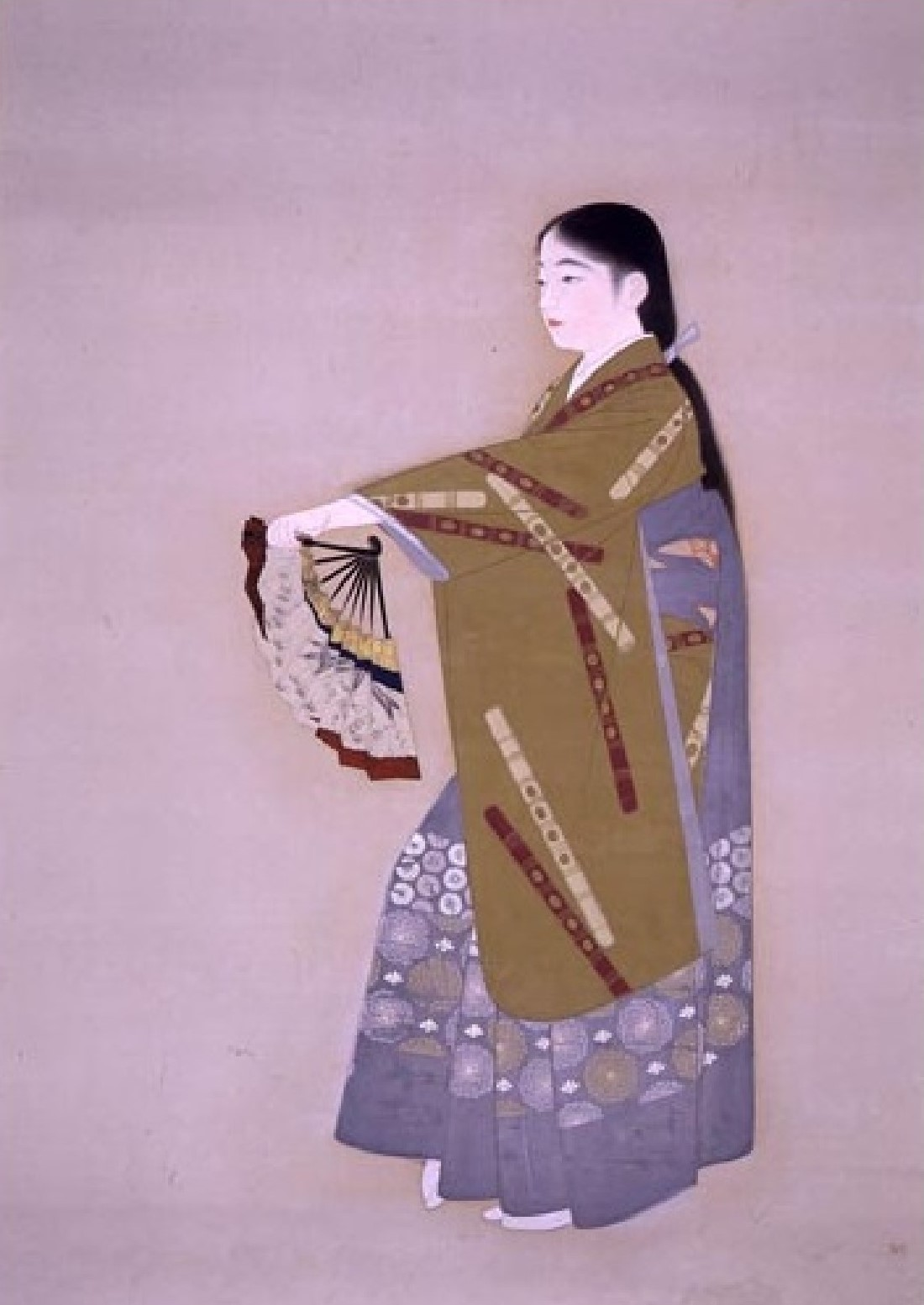
Einführungstanz[A 2]